# Tobravirus
Genre
Espèces de rang inférieur
- espèce-type : Tobacco rattle virus (TRV)

Tobravirus est un genre de virus appartenant à la famille des Virgaviridae, qui contient 3 espèces acceptées par l'ICTV. Ce sont des virus à ARN à simple brin de polarité positive (ARNmc), rattachés au groupe IV de la classification Baltimore.
Ces virus infectent une vaste gamme de plantes-hôtes dans plus de 50 familles monocotylédones et dicotylédones (phytovirus).
Les vecteurs naturels des Tobravirus sont des nématodes de la famille des Trichodoridae, dans les genres Trichodorus et Paratrichodorus, différentes espèces étant spécifiques de souches virales particulières. La transmission se fait également par les graines chez de nombreuses espèces de plantes-hôtes.
Chez les plantes infectées naturellement, le virus reste le plus souvent  localisé sur le site initial de l'infection. Chez d'autres espèces, l'infection est systémique, mais les plantes peuvent rester asymptomatiques ou présenter une vaste gamme de symptômes, notamment sur les feuilles.

## Étymologie
Le nom générique, « Tobravirus », est une combinaison dérivée du nom de l'espèce-type, Tobacco rattle virus.  

## Structure
Les particules sont des virions non-enveloppés, en forme de bâtonnets à symétrie hélicoïdale, de 180 à 215 nm (ARN1) et 46 à 115 nm (ARN2)  de long, et 22 nm  de  diamètre.
Le génome, segmenté, bipartite, est un ARN linéaire à simple brin de sens positif. Les deux segments ont une taille de 6,8 et 4,5 kbases respectivement.

## Liste des espèces
Selon NCBI (19 janvier 2021) :
- Pea early-browning virus (PEBV)
- Pepper ringspot virus (PepRSV)
- Tobacco rattle virus (TRV)